# Abersychan

 Abersychan  é uma localidade do País de Gales, condado de Monmouth, na margem esquerda de um subafluente do Sevora. Tem ricas minas de ferro e carvão.